# Jack Clayton
Jack Clayton (Brighton, 1921. március 1. – Berkshire, 1995. február 26.) angol filmrendező, filmproducer.

## Életpályája
1929-ben gyerekszínészként kezdte pályáját. A második világháborúban a Royal Air Force szolgálatában állt. 1983-ban a Velencei Nemzetközi Filmfesztivál zsűritagja volt.
Filmrendezéseivel négy színész kapott Oscar-jelölést: Laurence Harvey (legjobb férfi főszereplő; Hely a tetőn), Simone Signoret (legjobb női főszereplő; Hely a tetőn), Hermione Baddeley (legjobb női mellékszereplő; Hely a tetőn), Anne Bancroft (legjobb színésznő; Tökmagevő). Simone Signoret el is nyerte vele az Oscar-díjat.

## Magánélete
Első felesége Katherine Kath volt. Második párja 1947–1953 között Christine Norden (1924–1988) angol színésznő volt. Utoljára Haya Harareet (1931-) izraeli színésznővel élt házasságban.

## Filmjei

### Filmproducerként
- A pikk dáma (1949)
- Moulin Rouge (1952)
- Afrika kincse (1953)
- Sally Bowles (1955)
- Moby Dick (1956)
- Három ember egy csónakban (1956)
- The Story of Esther Costello (1957)
- Az ártatlanok (1961) (filmrendező is)
- Anyánk háza (1967) (filmrendező is)

### Filmrendezőként
- Hely a tetőn (1959)
- Tökmagevő (The Pumpkin Eater) (1964)
- A nagy Gatsby (1974)
- Gonosz lélek közeleg (1983)

### Rendezőasszisztensként
- A férfiak nem istenek (1936)
- A bagdadi tolvaj (1940)

## Díjai
- BAFTA-díj a legjobb filmnek (1959) Hely a tetőn